# Doraemon: Minna de asobō! Minidorando
Doraemon: Minna de asobō! Minidorando (ドラえもん みんなで遊ぼう！ミニドランド?, Doraemon - Minna de asobō! Minidorando, lett. Doraemon - Giochiamo tutti insieme! Mini Doraland) è un videogioco d'azione pubblicato esclusivamente in Giappone dalla Epoch per GameCube nel 2003. È ispirato al celebre manga Doraemon di Fujiko F. Fujio.

## Accoglienza
Doraemon: Minna de asobō! Minidorando ha ottenuto un punteggio di 23/40 dalla rivista Famitsū, basato sulla somma dei punteggi (da 0 a 10) dati al gioco da quattro recensori della rivista.